# Przejście tranzytowe
Przejście tranzytowe — prawo żeglugowe wprowadzone w Konwencji o Prawie Morza z Montego Bay z 1982 r. (art. 37-43), które zapewnia żeglugę statków morskich i przelot statków powietrznych w cieśninach używanych w żegludze międzynarodowej, wyłącznie w celu nieprzerwanego, szybkiego i niezakłóconego tranzytu między jedną częścią morza pełnego lub wyłącznej strefy ekonomicznej a drugą częścią morza pełnego lub wyłącznej strefy ekonomicznej.
Okręty podwodne mogą przechodzić w położeniu podwodnym i prawo to nie może być zawieszane przez państwa cieśninowe.
Prawo przejścia tranzytowego obowiązuje w cieśninach o wielkim znaczeniu komunikacyjnym i strategicznym, których wody stanowią morze terytorialne państw cieśninowych. Najważniejszymi z nich są Cieśnina Kaletańska, Gibraltarska, Bab al-Mandab, Ormuz i Malakka.
W cieśninach międzynarodowych „wyspowych” (np. Cieśnina Mesyńska, Cieśnina Korfu) lub „ślepego zaułka” przejście tranzytowe nie znajduje zastosowania, obowiązuje natomiast niezawieszalne prawo nieszkodliwego przepływu. Prawo takie nie obowiązuje natomiast w przypadku cieśnin, które zostały zgodnie uznane przez zainteresowane państwa za nieposiadające statusu międzynarodowych (np. Cieśnina Piławska).
W przypadku cieśnin międzynarodowych, których status został uregulowany przez inne uznane obowiązujące stałe umowy międzynarodowe (Cieśniny Duńskie: Sund, Wielki Bełt, Mały Bełt; cieśniny czarnomorskie: Bosfor i Dardanele; Morze Alandzkie częściowo w pasie 3 mil morskich; Cieśnina Tirańska, Cieśnina Magellana oraz Kanał Beagle), umowy te mają precedencję przed przepisami ogólnymi.